# ساليف تراوري
ساليف تراوري هو عسكري وسياسي مالي، ولد في 1972 في سيغو في مالي. انتخب Minister of Internal Security and Civil Protection ‏ (25 سبتمبر 2015 – ).